# Cerámica nazca

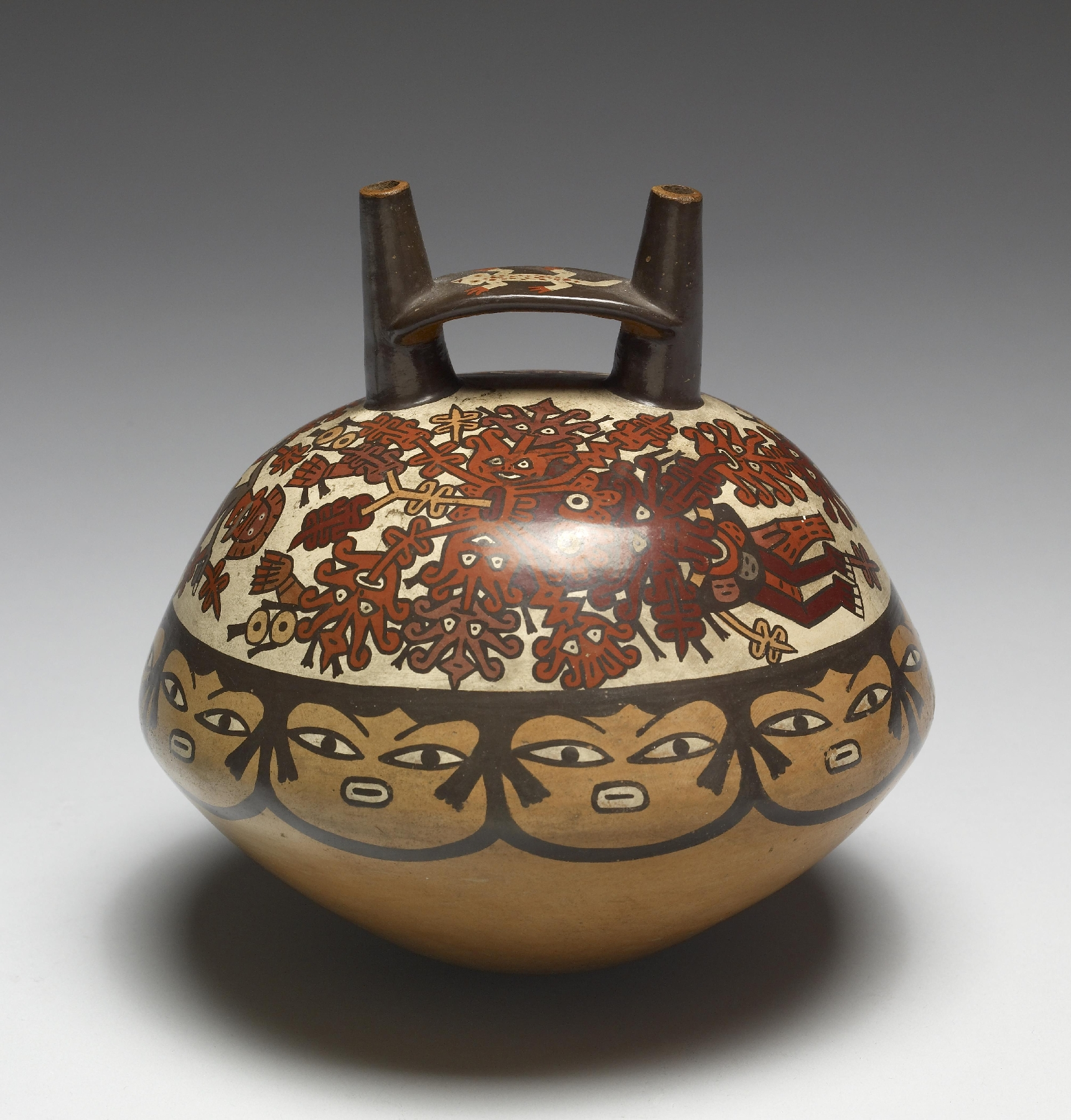
Engobe bruñido. 450-650 d. C. (Intermedio temprano (Fase 6)). Museo Walters.

Se denomina cerámica nazca a la cerámica preincáica realizada en la provincia de Nazca (departamento de Ica) del Antiguo Perú, por la cultura arqueológica Nazca. Principalmente encontradas en varias Necrópolis de los valles de Chincha, Pisco, Ica, Acarí y Grande, de Nazca. Se caracteriza e identifica por la calidad y su estilo distintivo en la cerámica polícroma, así como en las complejas representaciones en su superficie antes de ser cocidas. 
El estudio de la cerámica nazca esta dificultado, por el origen incierto y no estratificado de sus piezas, generalmente furtivo o bien simplemente desconocido.

## Periodización

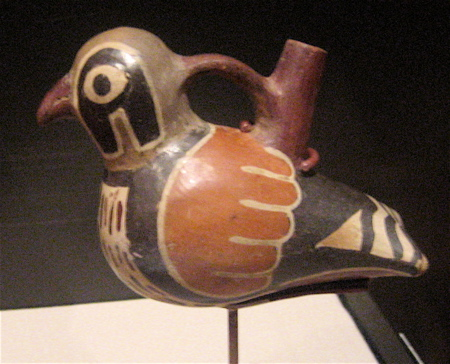
Pájaro Nazca temprano, 100 a. c. - 200 d. C.

Cronológicamente las bases de la cultura nazca se puede situar en el "horizonte Temprano", aunque su desarrollo principal lo situamos en el intermedio Temprano. Podemos situarla entre los años 100 a. C. hasta aproximadamente el 800 d. C.
Dawson en 1952, elaboró una secuencia cerámica en nueve fases, y de forma más general quedan incluidas en cuatro grandes períodos: Protonazca, Monumental, Prolífero y Disyuntivo:
- Nazca 1 (también llamado Proto-Nazca), incorpora temas realistas como las frutas, plantas, personas y animales.
- Nazca 2, 3, y 4, denominado también nazca monumental, La cerámica de estas fases incluyen versiones de su tema principal en contraste de un atrevido color rojo, negro o blanco. El tema principal se repite hasta ocupar la totalidad de la pieza.
- Nazca 5, en esta fase,  se produjo una considerable experimentación, incluyendo la adición de los rayos, volutas, y otros accesorios "prolíferos" a los motivos sobrenaturales en los vasos. La fase 5 se denomina de Transición, ya que tiende un puente sobre el cambio de estilo entre el naturalismo de las fases 2-4 y los elementos prolíferos añadido a los motivos en las fases 6 y 7.
- Nazca 6 y 7 son algunos de los motivos anteriores, pero también hace hincapié en los militaristas, lo que sugiere un cambio en la organización social. Los motivos de estas fases son elementos abstractos, como parte del diseño. Un gran número de rayos y las borlas se añaden a muchos de los diseños, en particular los temas que representan míticas, que produce una impresión visual de los elementos casi infinitamente multiplicada, una impresión que representa el uso del término "prolífera" (Roark 1965:2). Arte encontrado en la cerámica en relación con las fases de Nazca 6 y 7 también muestran una influencia de la cultura Moche de la costa norte del Perú.
- Nazca 8 y 9 ahora se cree que datan del Horizonte Medio, lo que refleja un cambio en el poder desde la costa hasta la sierra con el advenimiento de la cultura Wari cerca de 650 EC. (Silverman y Proulx, 2002). Nazca 8 vio la introducción de figuras completamente inconexas y una iconografía geométrica, que es difícil de descifrar.

## Tipología

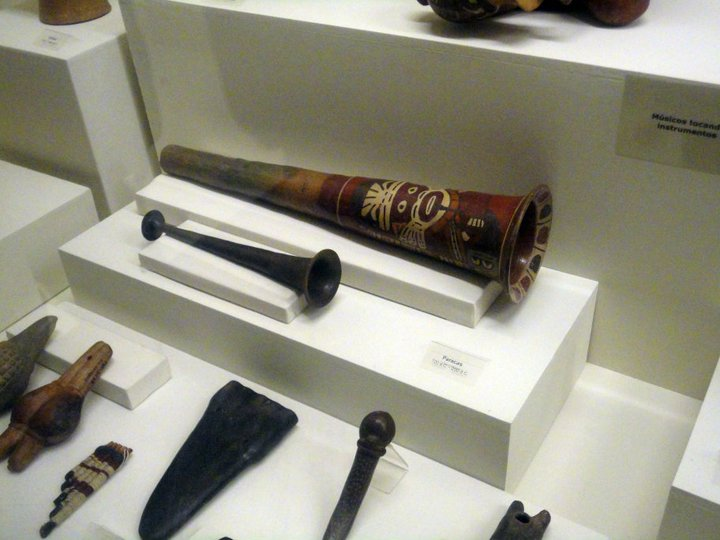
Corneta de la cultura Nazca. Museo de La Nación-Lima Perú

La forma más típica de las vasijas es la botella asa-puente con dos vertederos, pero también fabricaron ollas esféricas, tazas y vasos. Su característica principal era el “Horror al vacío”, es decir que los Nazcas no dejaron en ninguna de sus cerámicas algún espacio sin pintar o decorar. En estas piezas se presentaron elementos de la vida cotidiana, tales como flores, frutos, aves, animales e insectos, como también personajes mitológicos o que combinan atributos humanos y animales.
El desarrollo de instrumentos musicales es bastante amplio, como las antaras, quenas y tambores. En los vestigios de la cultura Nazca, se encuentran antaras de cerámica cromáticas, y con acabos, y conocimientos de acústica y física, que superan a todos los instrumentos musicales más completos de América precolombina.
Los ejemplares distribuidos por muchos museos del Perú y del mundo, muestran el gran acabado que lograban los Nazcas, no solo en la cerámica sino también en las escalas musicales. Las antaras de Nazca poseen 8, 9, 10, 11 notas diferentes. Podemos señalar a los Nazcas como los más avanzados músicos de toda América en su tiempo.

## Proceso de elaboración

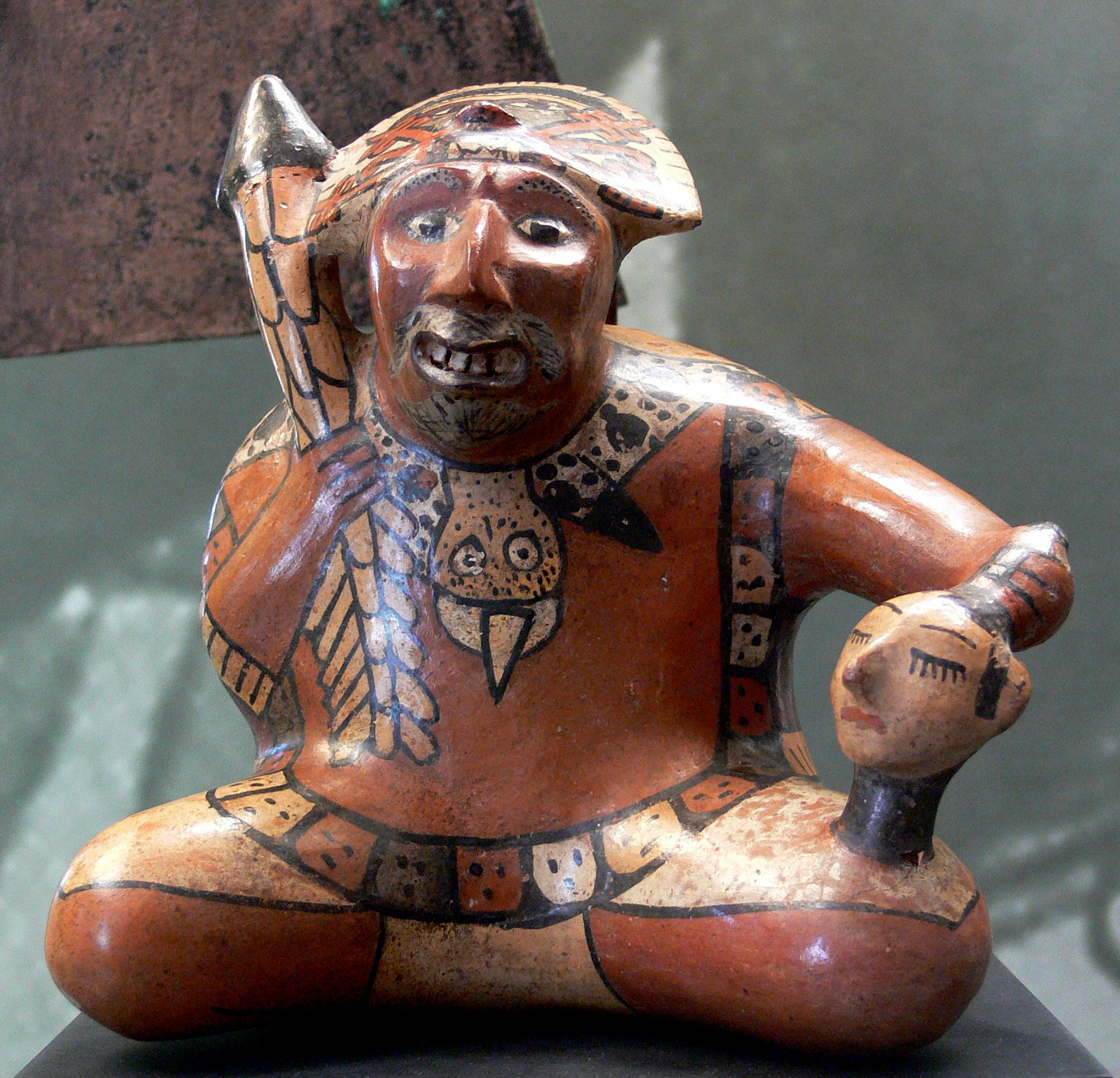
Muestra de cabeza cortada.

La elaboración  de la cerámica nazca fue realizada totalmente a mano, las arcillas de las fases intermedias presentan ya una elaboración homogénea, decorada con engobes de pigmentos minerales naturales y bruñidas. Como desgrasante utilizaban concha molida o bien arena con mucha mica [cita requerida].
Una característica importante en esta cerámica es que el proceso de fabricación no se modifica sustancialmente en el tiempo, viéndose en la factura de las piezas desde los últimos periodos, prolífero, una cierta degradación en la calidad del proceso, lo que algunos autores lo achacan a un aumento del proceso industrial. Otra muestra de esta degradación cuando se da el caso de piezas que tiene huella similares en el interior, dejada por la cocción de una dentro de otra.
La cocción de las piezas, son realizadas a fuego abierto, o en hoyo, con lo que las piezas no alcanzan grande temperaturas, generalizando podemos decir que alrededor de los 800 °C. Esta temperatura de cocción se ve corroborada por la presencia de illita en las  muestras analizadas por Alcides López y julio Santiago, ya que a partir de esta temperatura la illita cambia de fase. Con estos análisis de pasta, también se obtiene como conclusión que es la fase V, la que mantiene una elaboración más elaborada tanto de la ausencia de poros en la misma como por el tamaño de partículas muy homogéneo.

## Policromía
La policromía de los motivos, con piezas que tienen una amplia variedad de tonos, es la principal característica diferenciadora. No están todos los autores de acuerdo en el número de colores, oscilando de ocho a dieciséis. Claramente diferenciados nos encontramos: blanco, negro, rojo, rojo oscuro, naranja, amarillo, gris, marrón, violeta y rosa. Las tintas son siempre puras sin degradación, normalmente con ornamentación plana Las figuras normalmente están perfiladas con finas líneas negras.
El paso de la decoración con resinas post-cocción al engobe, marcó el final de la cerámica de estilo Paracas y el inicio de la cerámica Nazca, las similitudes entre ambas culturas indican, a pesar de no haber sido definitivamente establecida, que Nazca nació a partir de Paracas. El uso del engobe cocido implica una gran cantidad de experimentación, que inevitablemente se tuvo que llevar a cabo con el fin de saber que engobe producían los distintos tonos de los colores. 
Los arqueólogos han excavado la cerámica policromada muy valorada entre todas las clases de la sociedad Nazca, lo que demuestra que no era solo la élite que tenían acceso a ellos. Los plebeyos eran capaces de obtener estos productos a través de festejos y peregrinaciones a Cahuachi. Además, las arcillas que coinciden con la composición química de la cerámica policromada se encuentran en todo el sur de la región Nazca se han encontrado cerca de Cahuachi. Sin embargo, no hay evidencia sustancial de la producción de cerámica en Cahuachi. El sitio era más probable un centro de redistribución de la cerámica (Vaughn and Neff, 2000).
La mayor diferenciación en los colores en el fondo, siendo los motivos muy similares en todo las etapas, los fondos anteriores al Prolífero predominan los oscuros y posteriormente los blancos.

## Motivos decorativos
Los motivos Nazca se dividen en tres categorías:
- Naturalistas: ilustran el medio ambiente.
- Míticos o religiosos: nos revelan la percepción que tenían los Nazcas en el mundo.[7]
- Geométricos: destacan círculos, semicírculos, rombos, líneas, espirales, escalones, etc.

La de Nazca, al igual que todos los demás sociedades precolombinas en América del Sur, incluyendo los incas, no tenía ningún sistema de escritura, a diferencia de los mayas contemporáneos de Mesoamérica. La iconografía o los símbolos en sus cerámicas sirvió como un medio de comunicación. Los motivos pintados en la cerámica Nazca muestran dos categorías principales: sagrado y lo profano. La cultura Nazca creía en espíritus de la naturaleza de gran alcance que se cree que controla la mayoría de los aspectos de la vida. Visualizó estos espíritus de la naturaleza en forma de seres míticos, criaturas que tienen una combinación de características humanas y animales / pájaros / peces, y los pintó en su cerámica. Estos seres míticos incluyen variedades tales como el ser antropomorfo pájaro, horrible, espantoso, Orca Mítica, tigrillo, etc (Proulx 2006). 
Entre las divinidades más representadas se destaca el felino, que se convierte en el llamado «gato de agua», «gato lacustre», «gato demonio» y entre ellos los principales son el «gato moteado» y el «gato demonio», este último aparece como un friso recorriendo alrededor de las vasijas y en algunas ocasiones con cabeza bicéfala. El «gato moteado» suele aparecer solo o pintado al lado de una estrella, creyéndose que simbolizaba alguna constelación, se representa con los bigotes separados y con la lengua muy larga y sacada fuera, otra representación propia de este mismo felino es con forma humana y dibujada en la frente una cabeza rodeada de culebras que desempeña la función de corona, sus extremidades están representadas como garras. Escenas de la guerra, la decapitación y el uso ritual de las cabezas cortadas como trofeo de guerra por parte de los chamanes reflejan otros aspectos de la cultura Nazca.

### Criaturas fantásticas

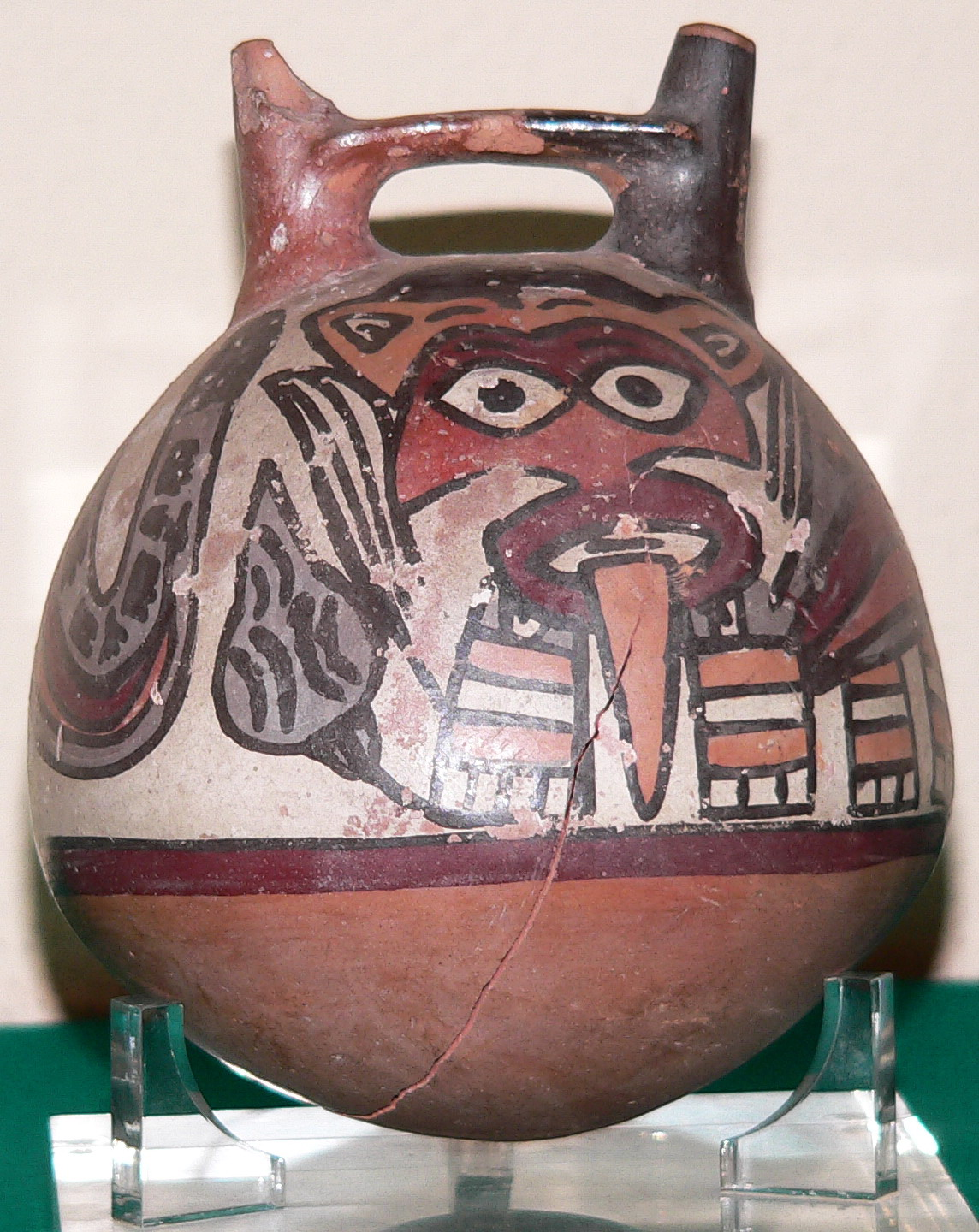
Huaco representando "El gato moteado".
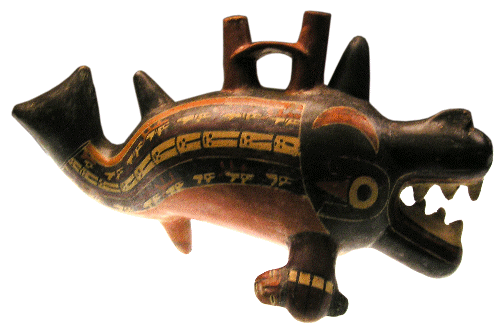
Orca mítica.
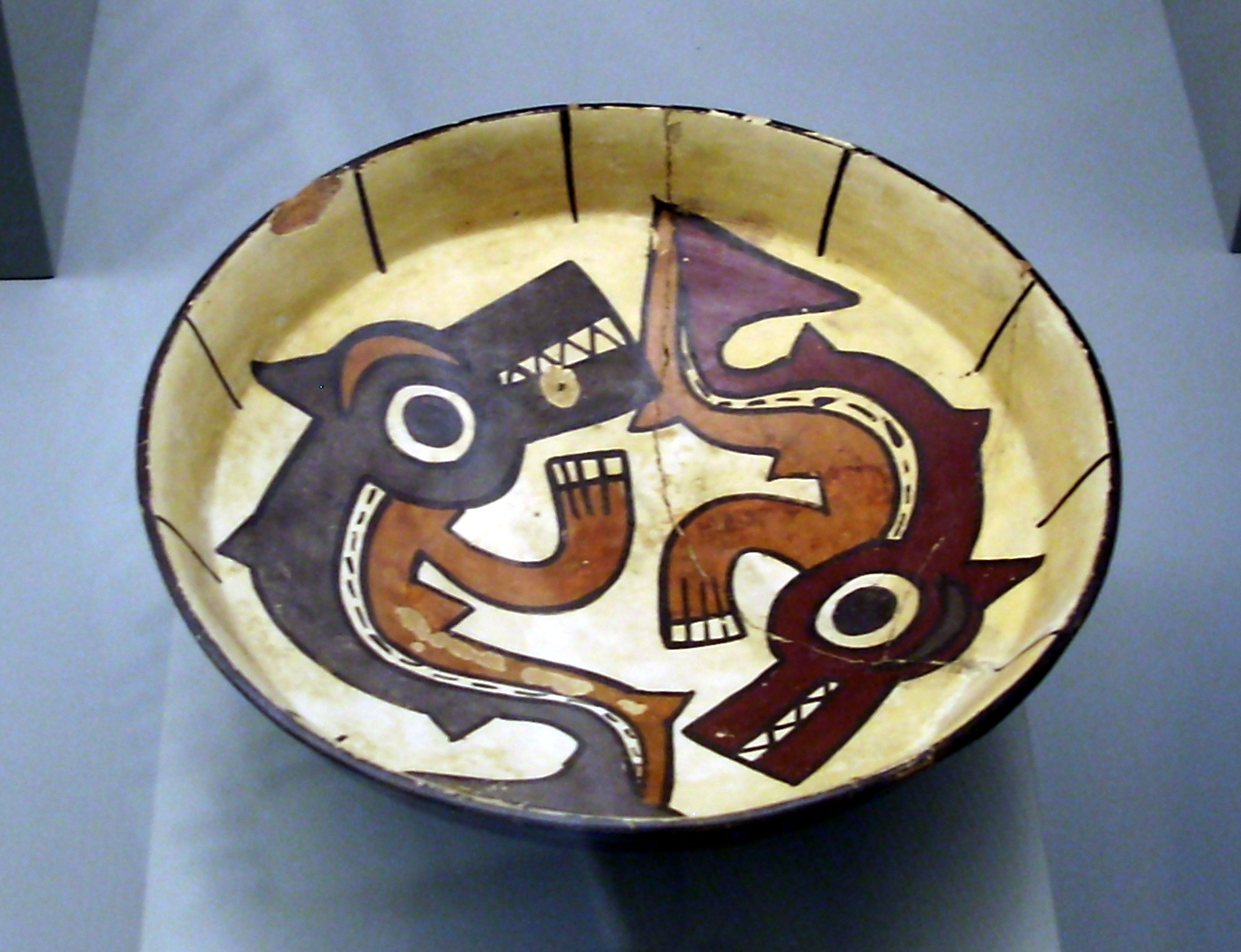
Orcas enfrentadas.
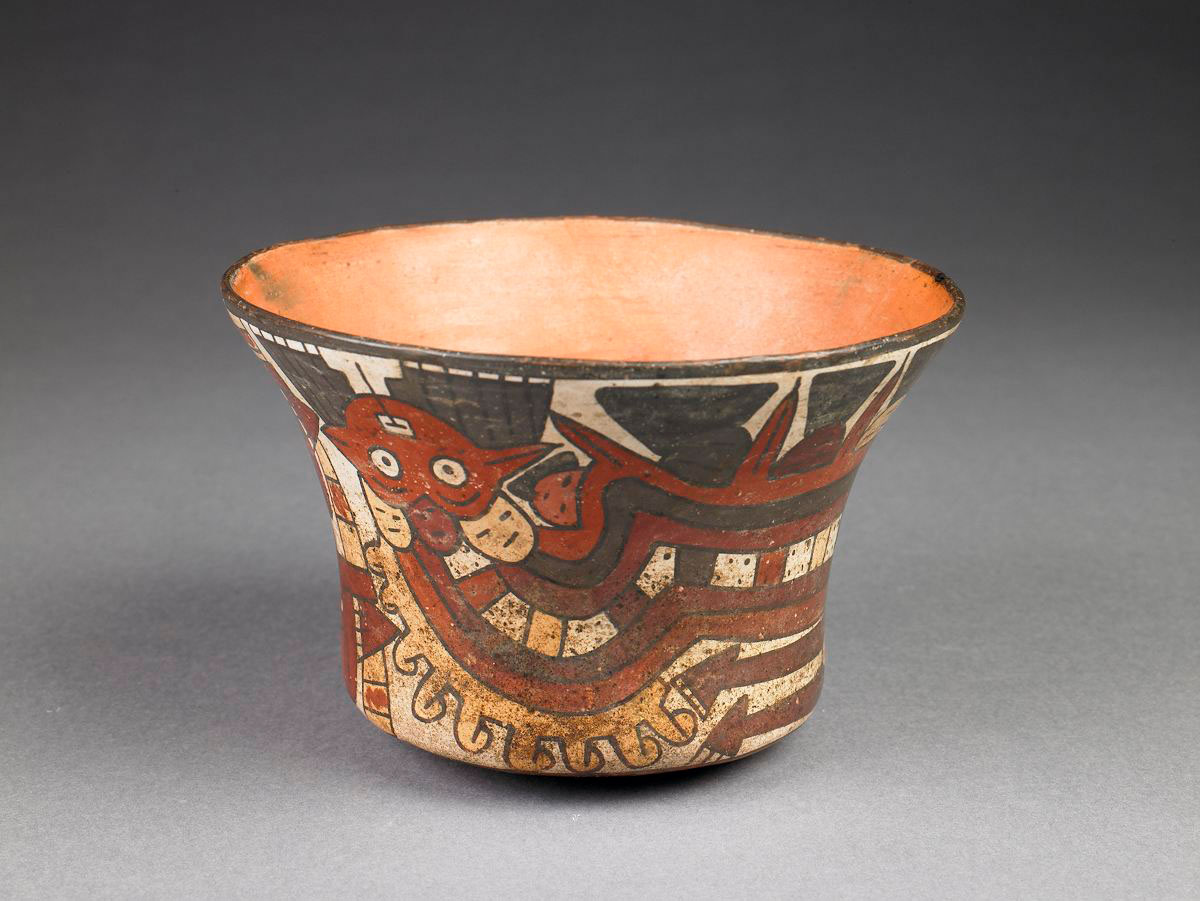
Serpiente de dos cabezas

### Representación de la agricultura

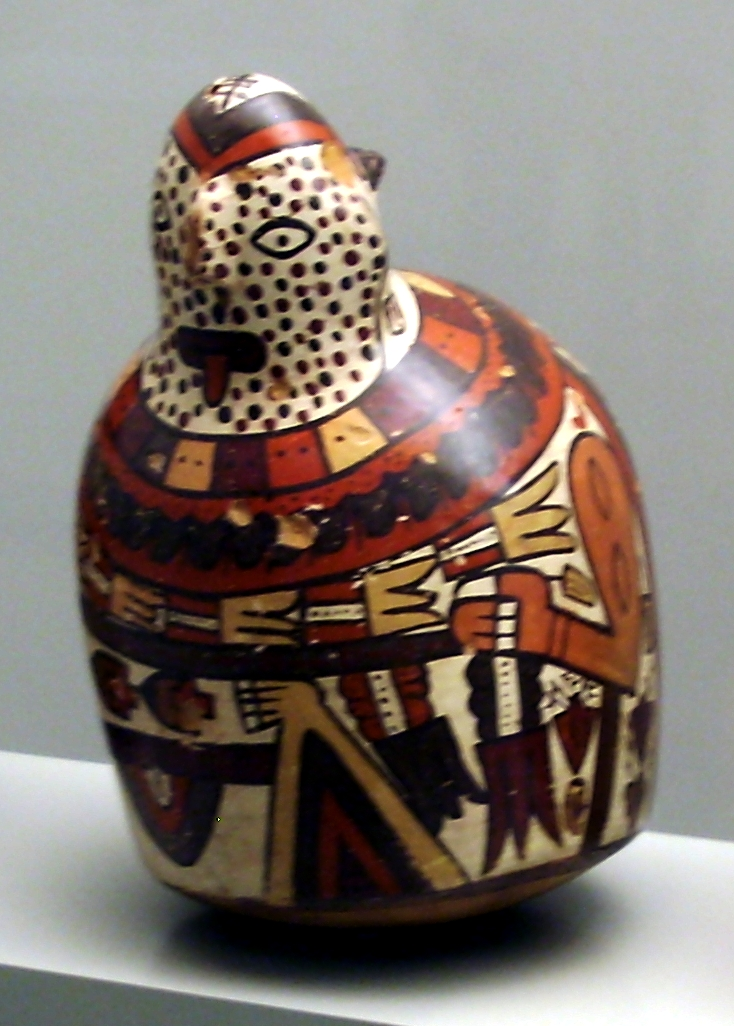
Agricultor portando yucas.
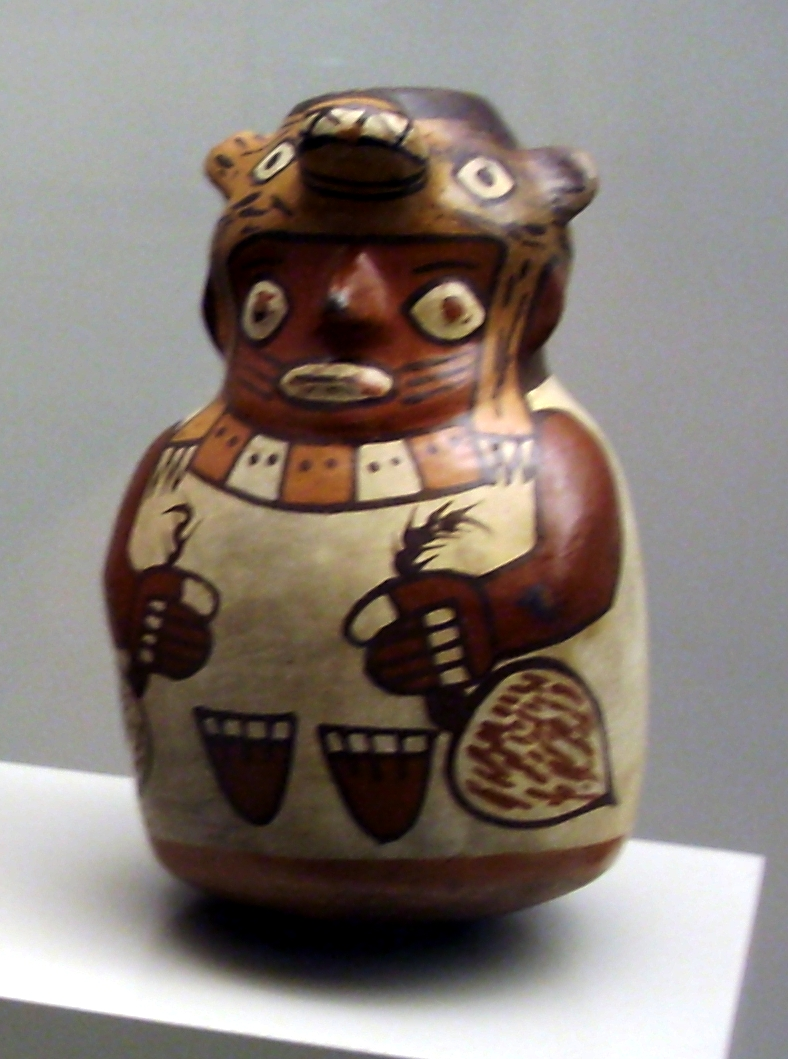
Agricultor portando ajíes.

### Representación de la pesca

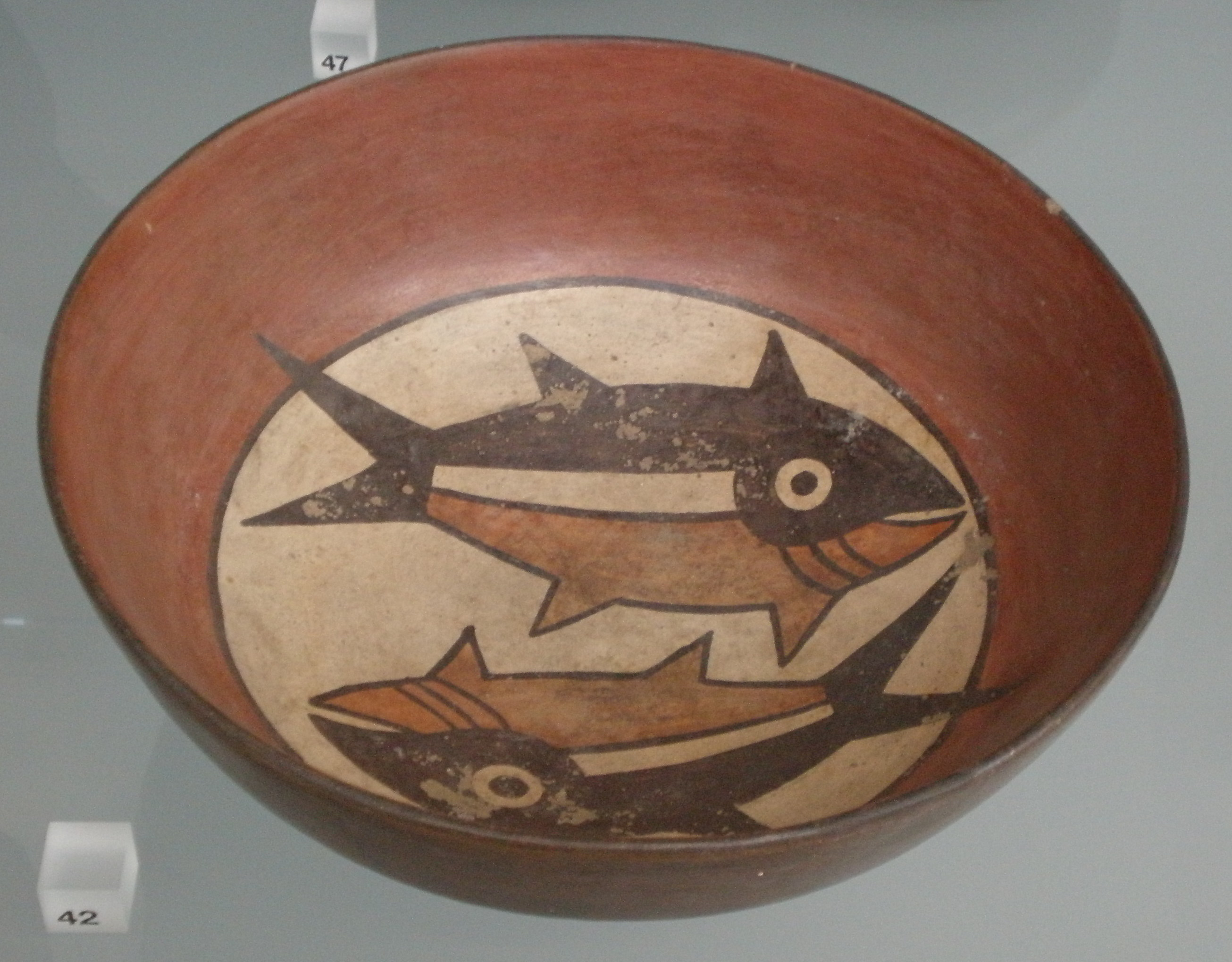
Representación peces enfrentados.
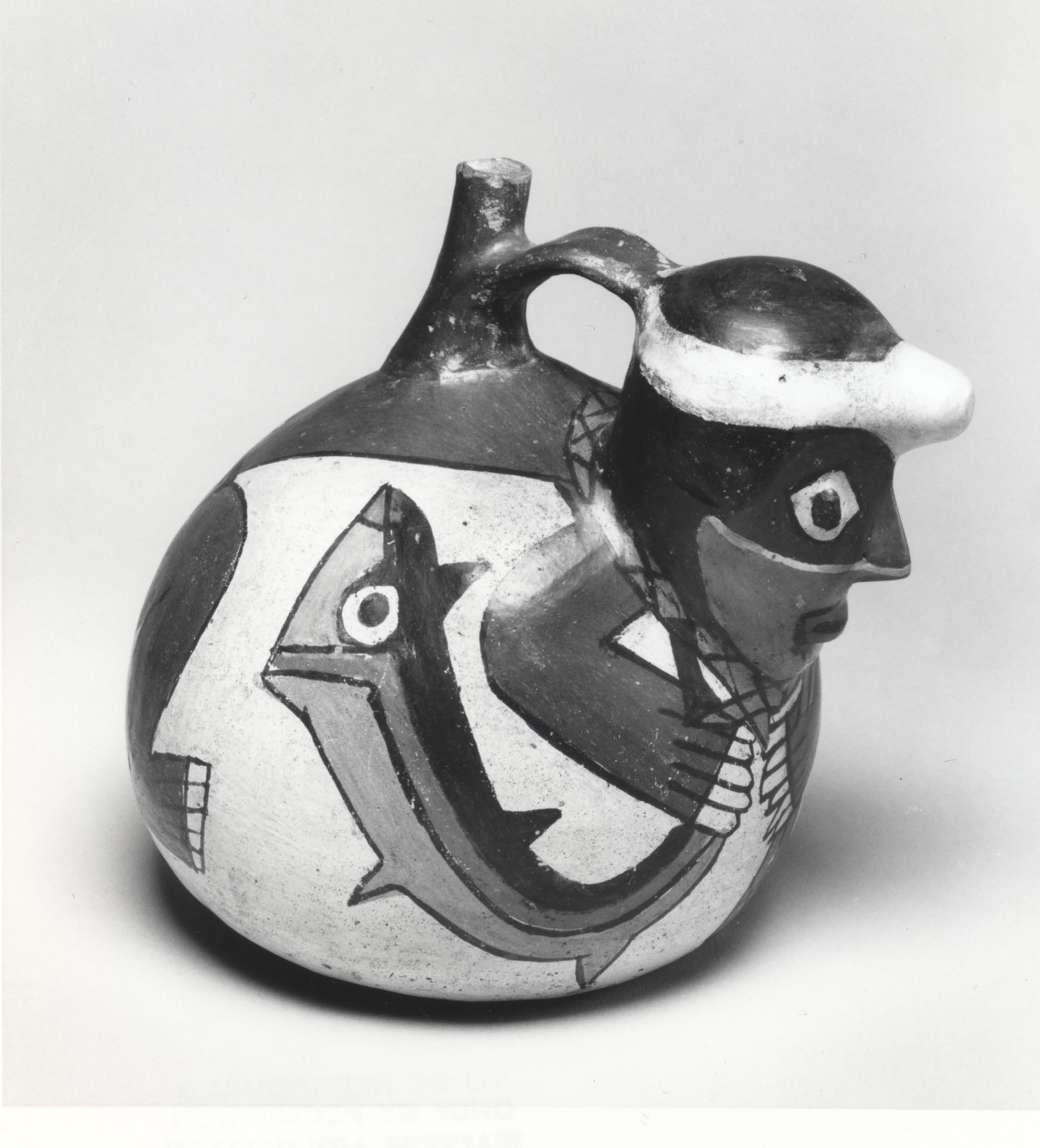
Pescador feliz.
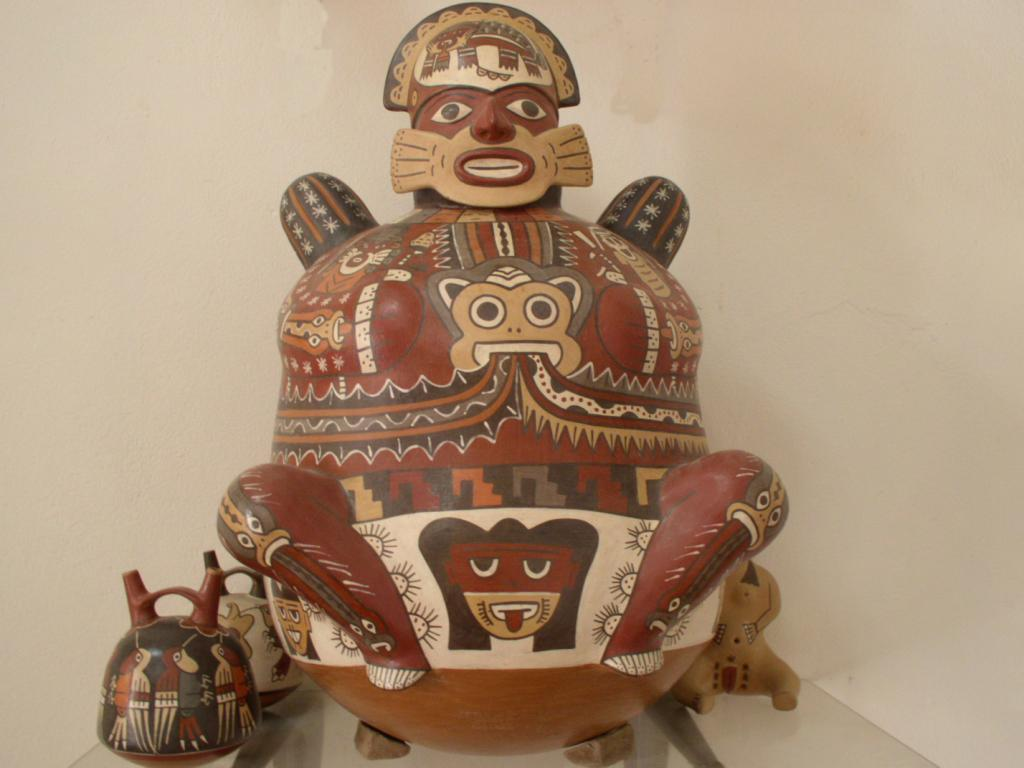
Pieza de cerámica actual, realizada en un taller cerca del Cementerio de Chauchilla en las afueras de Nazca.
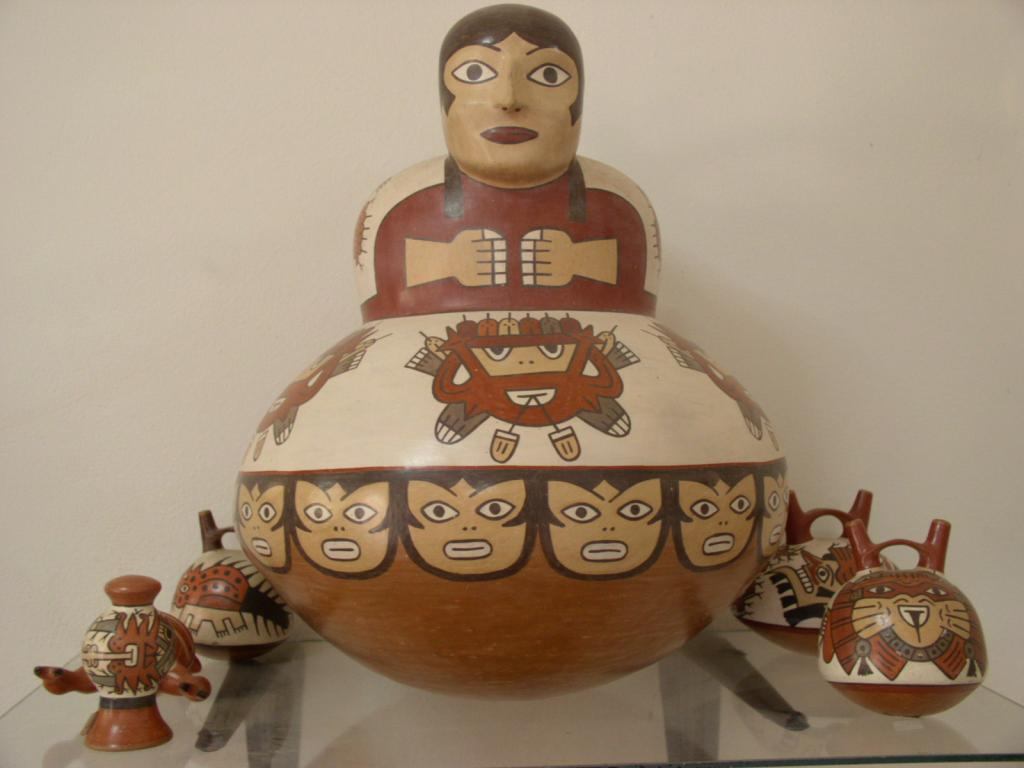
Cerámica nazca actual.